# Stylopus aequatus
Stylopus aequatus är en svampdjursart som först beskrevs av William Lundbeck 1910.  Stylopus aequatus ingår i släktet Stylopus, och familjen Hymedesmidae. Arten är reproducerande i Sverige.